# Битва за Цитадель
Битва за Цитадель (исп. Batalla de La Ciudadela) — сражение периода гражданской войны в Аргентине между войсками федералистов под командованием Факундо Кироги и унитаристов под началом Грегорио Араоса де Ламадрида на окраине Сан-Мигеля-де-Тукумана, состоявшееся 4 ноября 1831 года. Битва закончилась решительной победой федералистов.

## Предыстория
Ключевой фигурой в Лиге унитаристов был её лидер — генерал Хосе Мария Пас. Когда федералисты заключили его в тюрьму, Ламадрид вернулся со своей армией в Тукуман. Тем временем Кирога, имея под своим началом всего 450 человек, восстановил свою власть в Куйо, но, страдая от ревматизма, он не мог достаточно быстро продвигаться дальше. Вскоре в Мендосе он соединился с отрядом из 1200 кавалеристов и 500 пехотинцев, решив дальше двинуться к Тукуману.
Ламадриду удалось реорганизовать свою армию из менее чем 1500 человек, которые к тому же были ещё и очень деморализованы, в своей родной провинции и отразить вражеские атаки в провинции Сальта. Он также сумел воспрепятствовать продвижению Хуана Фелипе Ибарры в Рио-Ондо, заставив его вернуться в Сантьяго-дель-Эстеро. Кирога послал своего заместителя Баргаса против унитаристов в провинции Катамарка, но тот потерпел поражение в Мирафлоресе. Затем Кирога сам возглавил армию и двинулся в Тукуман, преследуя Ламадрида.

## Ход сражения
3 ноября в полдень начался бой у Фамаильи, но продвижение федералистов было затруднено густым лесом. На следующее утро в Цитадели Кирога разделил свои силы на две части: левый фланг под командованием генерала Хосе Руиса Уидобро и правый во главе с Мартином Янсоном и Насарио Бенавидесом, впоследствии ставшими губернаторами провинции Сан-Хуан. Войсками Ламадрида командовали Хавьер Лопес и Хуан Эстебан Педернера. Среди других значимых командиров, принявших участие в битве, можно отметить полковников Хуана Аренгрина, Хосе Марию Апарисио и Хосе Феликса Корреа де Саа.
Сражение длилось около двух часов и не приносило видимого результата, хотя несколько раз казалось, что силы Ламадрида близки к победе. Кирога лично возвращал на поле боя свои дрогнувшие части, и постепенно становилось ясно, что победа останется за федералистами. Кроме того, более эффективное командование у федералистов по сравнению с унитаристами, делало численное превосходство последних менее важным фактором. Ламадрид объяснял поражение неуверенностью некоторых своих командиров, особенно у Педернеры, когда им поступал приказ атаковать.
Федералисты потеряли менее 50 человек убитыми, включая полковника Баргаса и трёх других офицеров. Кирога писал о своей победе так: «Враги потеряли надежду». Унитаристы потеряли в общей сложности более 200 человек убитыми и более 1000 пленными. Около 33 пленных офицеров-унитаристов были казнены.

## Результаты
Ламадрид и большинство его офицеров надеялись получить поддержку в провинции Сальта, но её правительство отказалось собирать новую армию для противостояния Кироге, и им пришлось бежать в Боливию. Победа федералистов на несколько лет положила конец попыткам унитаристов установить свою власть в Аргентине.
2 декабря губернаторы провинций Ла-Риоха и Сальта подписали в Тукумане мирное соглашение, по которому Сальта обязалась чётко следовать политике федералистов и оплатить военные расходы Ла-Риохи. Генерал Алехандро Эредиа был избран губернатором Тукумана, и благодаря его влиянию правительство Сальты возглавил федералист Пабло Латорре. Спустя годы Эредиа сместит Латорре со своего поста. Наиболее видные лидеры унитаристов в Тукумане были вынуждены платить репарации, которых потребовал Кирога, но они не были выплачены полностью из-за дружбы Эредиа и Кироги. Провинции Катамарка также было приказано возместить ущерб, нанесённый Ла-Риохе во время войны.